# حزب حرکت ملی ترکیه
حزب حرکت ملی یا حزب جُنبِش  ملّی‌گِرایانه که با عنوان حزب حرکت ملی ترکیه و عنوان مخفف م ه پ (MHP) خوانده می‌شود (به ترکی استانبولی: Milliyetçi Hareket Partisi, MHP) و(به انگلیسی:Nationalist Movement Party,NMP) یک حزب سیاسی راست افراطی و ملی‌گرای افراطی ترکیه است. این گروه اغلب به عنوان نئوفاشیست توصیف می‌شود و شبه نظامیان خشن «گرگ‌های خاکستری» و گروه‌های جنایت‌کار سازمان یافته ترکیه ای در ارتباط تنگاتنگ با این حزب و به ویژه رهبر آن دولت باحچلی بوده اند. این حزب در سال ۱۹۶۹ با تغییر نام «حزب ملت روستاییان جمهوری‌خواه» که در سال ۱۹۵۸ به دست عُثمان بُلوکْباشْلی سیاستمدار ترکیه ای پایه‌گذاری شده بود به رهبری آلپ‌ارسلان تورکش نظامی بازنشسته پایه‌گذاری شد.
این حزب اثرگذاری چشمگیری در سیاست‌های درونی و بیرونی ترکیه دارد، به طوری که حزب عدالت و توسعه به رهبری اردوغان با ائتلاف با این حزب به رهبری دولت باحچلی توانست بیشینه صندلی‌های پارلمان را به دست آورد و حزب حاکم بر پارلمان ترکیه بماند.

## انتخابات ۲۰۱۸
این حزب تا سال ۲۰۱۸ اپوزیسیون حزب حاکم (عدالت و توسعه) بود اما پس از همه‌پرسی ۲۰۱۷، اردوغان تصمیم گرفت برای حفظ اکثریت پارلمان در انتخابات ۲۰۱۸ حزبش با این حزب ائتلاف کند (متحد شود)،ائتلاف سیاسی و ائتلاف انتخاباتی که این حزب(MHP) با حزب عدالت و توسعه(AKP) در پارلمان ملی بزرگ ترکیه دارد، اتحاد مردمی(People's Alliance)نام دارد.
در انتخابات عمومی ۲۰۱۸ ترکیه حزب عدالت و توسعه و حزب حزب حرکت ملی به ترتیب ۴۲ و ۱۱ درصد صندلی‌های مجلس (پارلمان) ملی ترکیه را به دست آوردند و مجموعاً با ۵۳٪ کرسی‌ها اکثریت را به دست آوردند که در پیامد آن به عنوان ائتلاف حاکم بخش بزرگی از سیاست‌های ترکیه در دست دارند. حرکت ملی در این انتخابات موفق به کسب ۴۹ کرسی شد.
اپوزیسیون (مخالف) این ائتلاف، اتحاد ملت(Nation Alliance) نام دارد که بزرگ‌ترین حزب آن حزب خلق جمهوری(CHP)است.

## انتخابات ۲۰۲۳
این حزب درانتخابات سراسری پارلمانی در ترکیه از حامیان رجب طیب اردوغان بوده و در مجلس ملی کبیر ترکیه ۵۰ کرسی را کسب کرد. و در رده چهارم احزاب حاضر در پارلمان ترکیه ایستاد.

## انتخابات شهرداری‌ها ۲۰۲۴
حزب در انتخابات محلی شهرداری وها و مجالس استاین در سال ۲۰۲۴ نیز همانند دو انتخابات قیل با حزب حاکم یعنی آک پارتی ائتلاف کرد و اتحادی بنام اتحاد مردمی را برای انتخابات تشکیل دادند. اما این ائتلاف در انتخابات دچار شکست سختی شد. حزب حرکت ملی با از دست دادن ۳ استانی که در آن پیروز بود تنها در ۸ استان توانست به پیروزی برسد. در این انتخابات درصد آرای حزب از ۷٫۴۶٪ کل آرا به ۵٫۸۵٪ تقلیل یافت.